# 世界反サイバー検閲デー
世界反サイバー検閲デー（World Day Against Cyber Censorship）は、毎年3月12日に開催されるオンラインイベントで、全ての人がアクセスできる単一の規制されていないインターネットへの支援を結集し、世界中の政府が表現の自由をインターネット上で阻止および検閲している方法に目を向けている。この日は、国境なき記者団とアムネスティ・インターナショナルの要請により、2008年3月12日に最初に開催された。